# Clavatoraceae
Clavatoraceae, porodica fosilnih parožina u redu Charales. Postoji 25 vrsta u 13 rodova.

## Rodovi
- Favargerella Mojon ex Martín-Closas 1
- Subfamilia Atopocharoideae Grambast 3

1. Atopochara R.E.Peck 1
2. Globator Grambast	1
3. Echinochara R.E.Peck	1

- Subfamilia Clavatoroideae Grambast 21

1. Ascidiella Grambast 2
2. Clavator C.Reid & J.Groves 8
3. Clypeator Grambast 1
4. Dictyoclavator Grambast 1
5. Embergerella Gramblast 2
6. Hemiclavator Feist-Castel & N.Grambast 1
7. Heptorella Feist-Castel & N.Grambast 1
8. Nodosoclavator Maslov 4
9. Triclypella Grambast 1